# Xane d'Almeida
Xane d'Almeida (Parigi, 21 gennaio 1983) è un cestista francese con cittadinanza senegalese.

## Carriera
Con il Senegal ha disputato due edizioni dei Campionati mondiali (2014, 2019) e due dei Campionati africani (2011, 2015).

## Palmarès
- Campionato francese: 1

Pau-Orthez: 2003-04
- Coppa di Francia: 1

Pau-Orthez: 2007
- Match des Champions: 1

Pau-Orthez: 2007